# Bossera cristatocarpa
Bossera cristatocarpa är en törelväxtart som beskrevs av Jacques Désiré Leandri. Bossera cristatocarpa ingår i släktet Bossera och familjen törelväxter. Inga underarter finns listade i Catalogue of Life.